# Etusaari (ö i Norra Savolax, Norra Savolax)
Etusaari är en ö i Finland.   Den ligger i kommunen Sonkajärvi i den ekonomiska regionen  Övre Savolax   och landskapet Norra Savolax, i den centrala delen av landet, 400 km norr om huvudstaden Helsingfors.